# Piz Cazirauns
Piz Cazirauns är en bergstopp i Schweiz.   Den ligger i regionen Surselva och kantonen Graubünden, i den sydöstra delen av landet, 120 km öster om huvudstaden Bern. Toppen på Piz Cazirauns är 2 935 meter över havet, eller 498 meter över den omgivande terrängen. Bredden vid basen är 4,7 km.
Terrängen runt Piz Cazirauns är huvudsakligen bergig, men åt sydost är den kuperad. Runt Piz Cazirauns är det mycket glesbefolkat, med 5 invånare per kvadratkilometer.. Närmaste större samhälle är Disentis, 6,6 km nordväst om Piz Cazirauns. 
Trakten runt Piz Cazirauns består i huvudsak av gräsmarker.